# کاروانسرای تقی‌خانی
کاروانسرای تقی خانی مربوط به دوره صفوی است و در شهرستان خمیر، مسیرجاده بندرلنگه به بندرعباس واقع شده و این اثر در تاریخ ۲ خرداد ۱۳۷۸ با شمارهٔ ثبت ۲۳۲۹ به‌عنوان یکی از آثار ملی ایران به ثبت رسیده است.